# Taka
Taka ou, na sua forma portuguesa, taca (plural em português: tacas) é a moeda utilizada em Bangladesh atualmente. Subdivide-se em 100 poishas.

## História
Após a Partição de Bengala em 1947, Bengala Oriental se tornou a ala oriental do Paquistão e foi renomeada para Paquistão Oriental em 1956. A rupia paquistanesa também trazia a palavra taka em notas e moedas oficiais. O bengali foi uma das duas línguas nacionais da união do Paquistão entre 1956 e 1971 (a outra era o urdu). O taka de Bangladesh surgiu em 1972, um ano após a independência da ala oriental da união, como a nação independente de Bangladesh.
Antes da Guerra de Libertação em 1971, as notas do Banco Estatal do Paquistão circulavam por Bangladesh e continuaram a ser usadas em Bangladesh mesmo após a independência por apenas cerca de três meses até a introdução oficial do taka em 4 de março de 1972.
Durante a guerra, era uma prática não oficial de alguns nacionalistas bengalis protestar contra o governo paquistanês carimbando notas com "বাংলা দেশ" e "BANGLA DESH" como duas palavras em bengali ou inglês. Sabe-se que esses selos produzidos localmente existem em diversas variedades, assim como falsificações. Em 8 de junho de 1971, o governo paquistanês declarou que todas as notas com esses selos deixaram de ter curso legal. Além disso, para evitar que notas de alto valor saqueadas perturbassem a economia paquistanesa, o governo também retirou o status de curso legal de todas as notas de 100 e 500 rupias.
Todas as cédulas desde 2011 e 2012, exceto as comemorativas, possuem a efígie de Sheikh Mujibur Rahman, o Pai da Pátria do país.